# سیارک ۱۹۵۶۰۰
سیارک ۱۹۵۶۰۰ (به انگلیسی: 195600 Scheithauer، نامگذاری:2002JH148)۱۹۵۶۰۰مین سیارک کشف شده‌است که در ۱۵ مه ۲۰۰۲ کشف شد.